# Гуешти (Олт)
Гуешти (рум. Guești) насеље је у Румунији у округу Олт у општини Колонешти. Oпштина се налази на надморској висини од 213 m.

## Становништво
Према подацима из 2002. године у насељу је живело 329 становника, од којих су сви румунске националности.